# Бещади
Беща́ди (пол. Bieszczady; словац. Beščady; угор. Besszádok) — гірський регіон в Польщі, Словаччині та Україні, західна частина Східних Бескидів.

## Географія

Беща́ди (c1)

Бещади — частина великої дуги Східних Карпат. Простягаються від Лупківського перевалу (Польща) до Торунського перевалу (Україна). Східна частина Бескидів, що розташована в Україні, називається Верховинський Вододільний хребет, або Східні Бескиди. Західна частина гір розташова на теренах сучасної Польщі, Словаччини та України й називається Західні Бещади.
Довжина Бескидів бл. 150 км. Найвища вершина — Пікуй (1408,3 м) — розташована в Україні, на межі Львівської та Закарпатської областей. На території Польщі найвищою вершиною є гора Тарниця (1346 м). Хребти складені переважно флішем, покриті лісами і луками.
Бескиди нині — один з найменш заселених гірських районів Європи. На польській території в Бескидах (Бещадах) розташований Бещадський національний парк, на українській — Регіональний ландшафтний парк «Надсянський».